# 계모비상천
《계모비상천》(鸡毛飞上天)은 2017년 방송되었던 중국의 드라마이다.

## 소개
- 중국 개혁개방 이후 상인 천장허의 고군분투 창업 성공기와 러위주와의 평생에 걸친 사랑을 다룬 드라마

## 등장 인물
- 장역 (张译) - 천장허 역
- 인타오 - 뤄위주 역
- 고주요 (高姝瑶) -양쉐 역
- 장자닝 - 추옌 역
- 요택여 (陶泽如) - 천진수이 역
- 임이정 (林伊婷) - 차오구 역